# Weißenregen

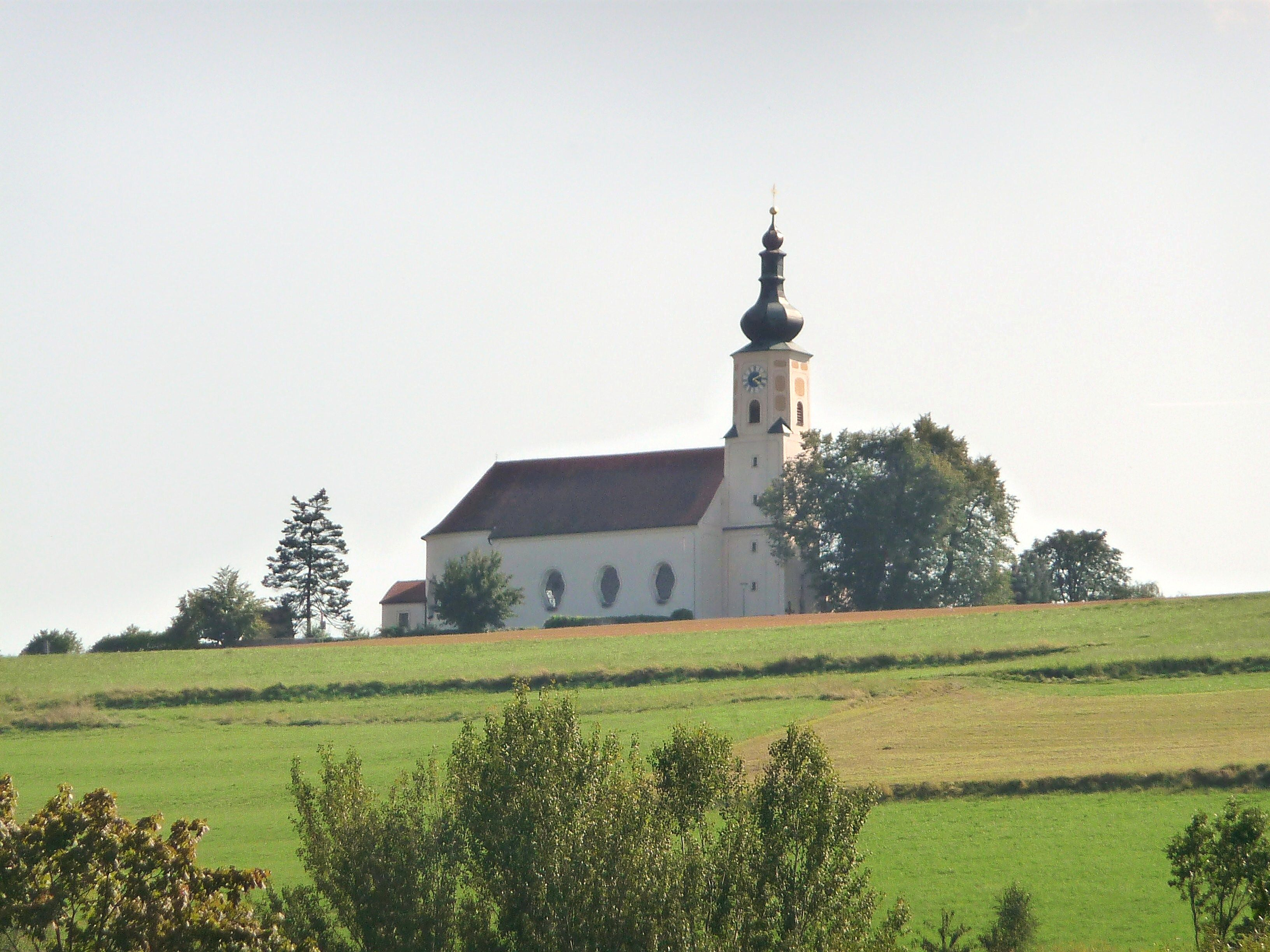
Poutní kostel Nanebevzetí Panny Marie

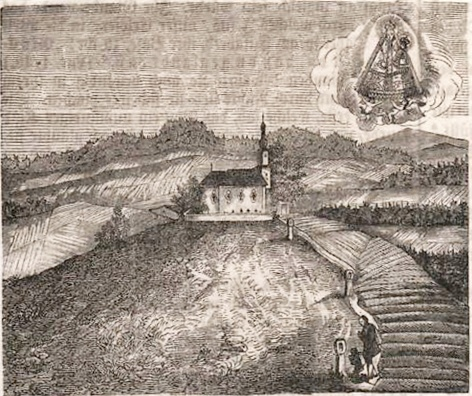
Pouť na Weissenregen, rytina kolem 1860

Weißenregen nebo Weissenregen je část města Bad Kötzting v hornofalckém zemském okresu Cham.
Osada leží nad údolím Bílé Řezné v nadmořské výšce 450 m cca 1 km jižně od Bad Kötzting. Severně od vsi stojí na vrcholku kopce zdaleka viditelný poutní kostel Nanebevzetí Panny Marie.
V roce 1049 daroval císař Jindřich III. statek "Wiezzenregen" klášteru Niederaltaich. Okolí přešlo roku 1204 do vlastnictví Wittelsbachů, 1429 se stalo součástí vévodství Bavorsko-Mnichov.
Za husitských válek byla oblast několikrát zpustošena. O vzniku poutní tradice vypráví legenda, podle níž milostný obraz zachráněný před ničením obrazů v Nabburgu visel nejdříve na dubu.
1584 tento dub shořel, obraz ale zůstal nepoškozený a byl založen do skladu. Roku 1593 nechal zbudovat niederaltaichský klášter ve Weißenregenu kapli, jež byla roku 1611 nahrazena větší. Nakonec byl na místě zchátralé kaple v letech 1750-1765 zbudován poutní kostel Nanebevzetí Panny Marie. Oltáře a kazatelnu vytvořil sochař Johann Paulus Hager z Kötztingu. kostel je znám především díky své kazatelně ve tvaru lodi. Z města vede ke kostelu křížová cesta.
1. října 1971 byla dosud samostatná obec připojena k městu Kötzting.